# آمونیوم دی‌کرومات
آمونیوم دی‌کرومات (به انگلیسی: Ammonium dichromate)، یک ترکیب غیرآلی است که به دلیل استفاده‌اش در ایجاد آتش‌فشان‌های روی‌میزی گاهی با نام Vesuvian Fire (معنی Vesuvian: وابسته به کوه آتش‌فشان Vesuvius؛ آتش‌فشانی) نیز شناخته می‌شود. این ماده در مواد آتش‌زنه و در دوران   نخستین عکاسی به کار رفته است.این ماده در صنایع شیمیایی و مواد اولیه و همچنین لیتوگرافی ، به عنوان منبع نیتروژن خالص در آزمایشگاه و به عنوان کاتالیزور مورد استفاده قرار گرفته است و همچنین به عنوان ماده رنگی برای رنگ آمیزی رنگدانه ها ، در تولید آلیزارین ، آلوم کروم ، برنزه شدن چرم و تصفیه روغن استفاده می شود

## ساختار شیمیایی
فرمول شیمیایی آمونیوم دی‌کرومات ‎(NH4)2Cr2O7‎ است. این ترکیب یک جامد یونی محسوب می‌شود که حاوی یونهای آمونیوم (NH4+) و دی‌کرومات (Cr2O72-) است. در ساختار بلوری، پیوندهای هیدروژنی به جهت‌دهی این یون‌ها کنار هم کمک می‌کنند. به دلیل عدد اکسایش کروم که 6+ است، آمونیوم دی‌کرومات مانند تمام ترکیبات کروم یک ماده سمی و سرطان زا است همچنین ماده تحریک کننده قوی نیز می باشد

## خواص فیزیکی
این ماده، همانند اکثر ترکیب‌های یونی، در دمای معمولی جامد است و نقطه ذوب بالایی دارد. آمونیوم دی‌کرومات به شکل جامد نارنجی رنگ محلول در آب وجود دارد. انحلال آن در آب به دلیل جاذبه‌های یون - دوقطبی، پیوند هیدروژنی و هم‌چنین نیروهای دوقطبی - دوقطبی (به دلیل قطبیت آنیون) صورت می‌گیرد.

## خواص شیمیایی

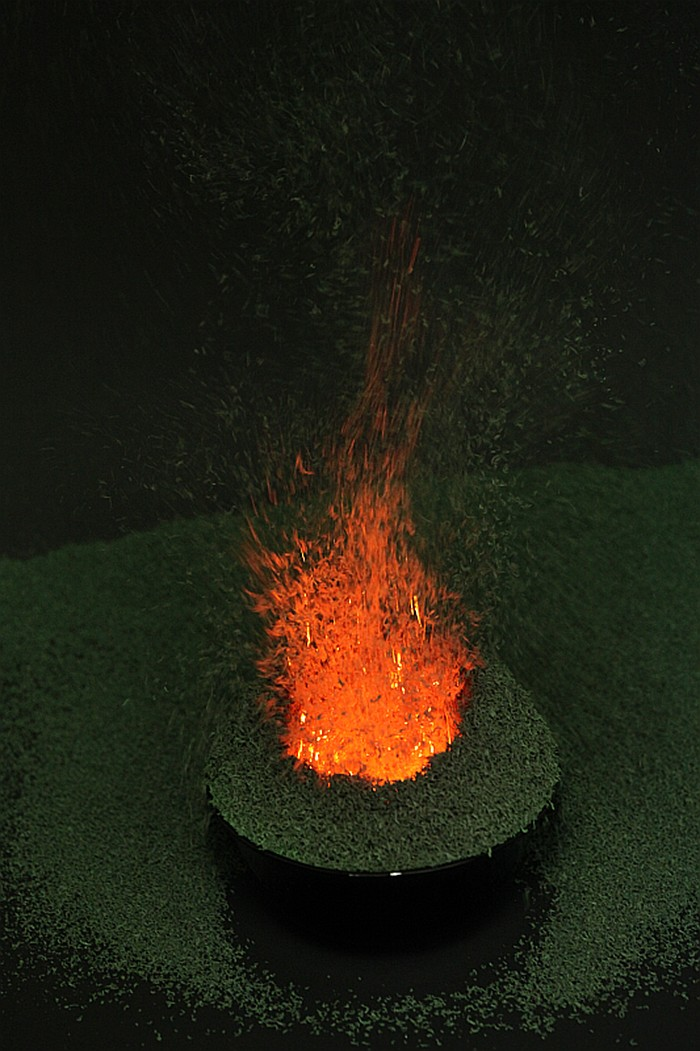
آمونیوم دی‌کرومات

واکنش کوه آتش‌فشان، معروف‌ترین واکنش آمونیوم دی‌کرومات است که شامل تجزیه‌شدن مقداری از این ماده در اثر حرارت و انرژی اولیه است. معادله این واکنش گرماده را در زیر می‌بینید:
(NH4)2Cr2O7(s) → Cr2O3(s) + N2(g) + 4H2O(g)
محصول‌های این واکنش، بخار آب، گاز نیتروژن و جامد سبز رنگ کروم(III) اکسید است که در آب نیز نامحلول می‌باشد.
مانند مادهٔ آمونیوم نیترات شناخته شده، آمونیوم دی‌کرومات هم شامل یک اکسیدکننده (دی‌کرومات) و هم شامل یک کاهنده (آمونیوم) می‌باشد..